# Катанська сільська рада
Ката́нська сільська́ ра́да — колишній орган місцевого самоврядування в Великописарівському районі Сумської області. Адміністративний центр — село Катанське.

## Загальні відомості
- Населення ради: 636 осіб (станом на 2001 рік)

## Географія
Катанська сільська рада розташовата у північно-західній частині району і на півночі межує з Тростянецьким районом.

## Населені пункти
Сільській раді були підпорядковані населені пункти:
- с. Катанське
- с. Березівка

## Склад ради
Рада складалася з 12 депутатів та голови.
- Голова ради: Зеленін Іван Михайлович
- Секретар ради: Сухорукова Валентина Петрівна

### Керівний склад попередніх скликань
Черкашин Віктор Якович - сільський голова в 1986-1998 рр. 1946 року народження. 
| Прізвище, ім'я, по батькові | Основні відомості                                                                       | Дата обрання | Дата звільнення |
| --------------------------- | --------------------------------------------------------------------------------------- | ------------ | --------------- |
| Зеленін Іван Михайлович     | Сільський голова, 1965 року народження, освіта вища, член Соціалістичної партії України | 26.03.2006   | 31.10.2010      |
| Зеленін Іван Михайлович     | Сільський голова, 1965 року народження, освіта вища, безпартійний                       | 31.10.2010   |                 |

Примітка: таблиця складена за даними сайту Верховної Ради України